# Rhododendron sinofalconeri
Rhododendron sinofalconeri är en ljungväxtart som beskrevs av Isaac Bayley Balfour. Rhododendron sinofalconeri ingår i släktet rododendron, och familjen ljungväxter. Inga underarter finns listade i Catalogue of Life.